# Кері Прайс
Кері Прайс (англ. Carey Price; нар. 16 серпня 1987, Ванкувер, Канада) — канадський хокеїст, воротар. Виступає за «Монреаль Канадієнс» у Національній хокейній лізі.
Виступав за «Три-Сіті Амерікенс» (ЗХЛ), «Гамільтон Бульдогс» (АХЛ).
У складі молодіжної збірної Канади переможець чемпіонату світу 2007. У складі юніорської збірної Канади срібний призер чемпіонату світу 2005.
Досягнення
- Володар Кубка Колдера (2007)
- Переможець молодіжного чемпіонату світу (2007)
- Срібний призер юніорського чемпіонату світу (2005)
- Учасник матчу усіх зірок НХЛ (2009, 2011).
- Володар Кубка світу (2016).

Нагороди
- Пам'ятний трофей Гарта (2015)
- Трофей Везіни (2015)
- Нагорода Теда Ліндсея (2015)
- Трофей Вільяма М. Дженнінгса (2015; разом з Корі Кроуфордом)
- Трофей Джека А. Баттерфілда (2007)
- Трофей Дела Вілсона (2007)